# LilyPond
LilyPond és un editor de partitures que pot ser integrat en LaTeX, entre altres sistemes d'edició de text. LilyPond pot generar arxius en format PDF, PostScript, SVG o TeX, així com MIDI per tal de poder escoltar les composicions. Un dels entorns gràfics amb els quals LilyPond és compatible és Denemo.